# Comuna Maidan, raionul Vinnîțea, regiunea Vinnița
Maidan (în ucraineană Майдан) este o comună în raionul Vinnîțea, regiunea Vinnița, Ucraina, formată din satele Maidan (reședința) și Sloboda Dașkovețka.

## Demografie
Componența lingvistică a satului Maidan
     Ucraineană (97,68%)
     Rusă (2,32%)
Conform recensământului din 2001, majoritatea populației satului Maidan era vorbitoare de ucraineană (97,68%), existând în minoritate și vorbitori de rusă (2,32%).